# علك

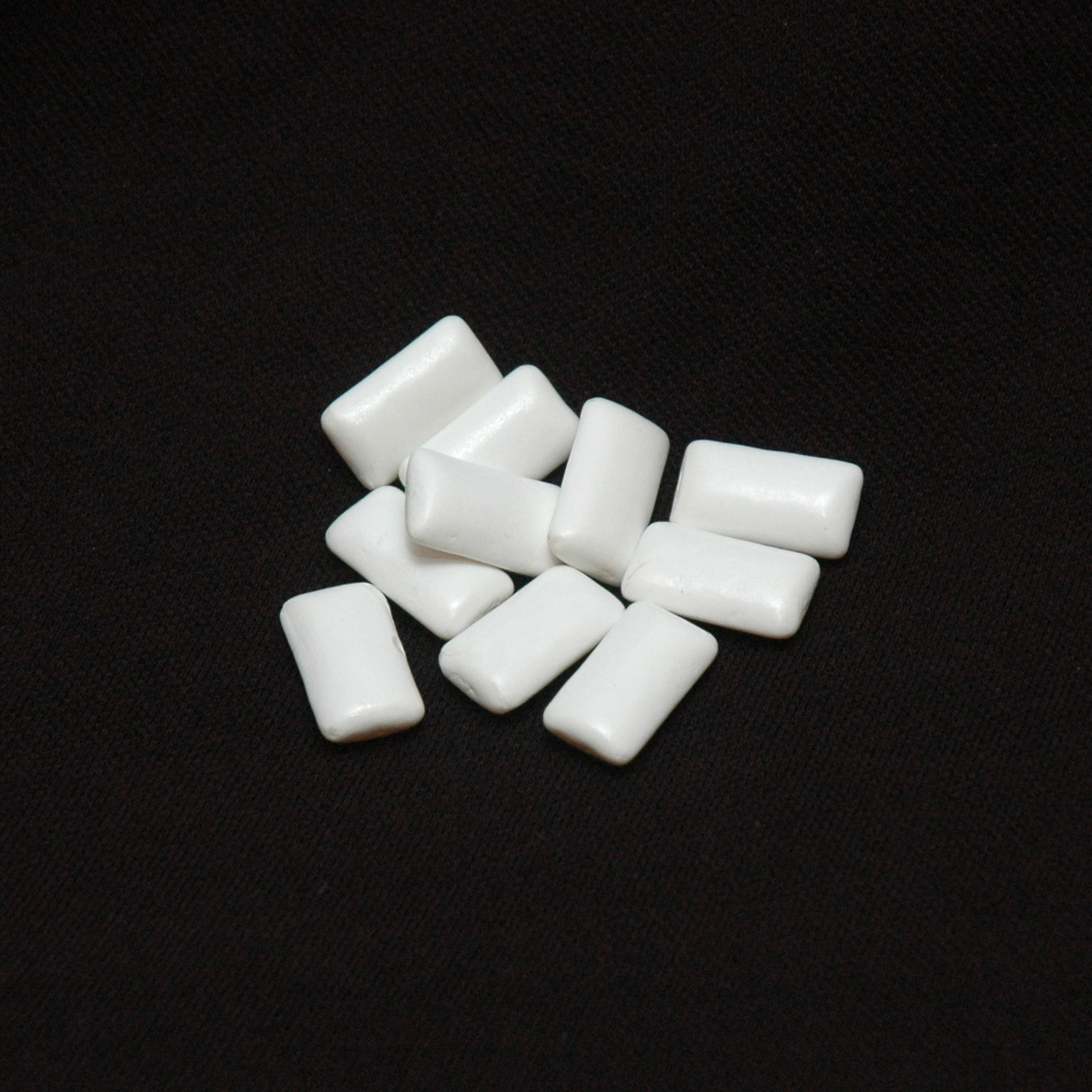
حبات علك

العلك أو اللِّبَان أو المَضيغة (بالإنجليزية: Gum) في بعض الدول، يُستعمل كمادة صمغية أو كعادة مضغ، كان معروفاً لدى العديد من الشعوب والحضارات.
إلا أن الأمريكيين وحدهم استطاعوا بفكرهم التجاري والمادي ومجازفاتهم المالية في الإعلان للعلك، أولا "أمركته" بترسيخ مضغه كنمط من سلوك الشعب الأمريكي وكعادة منتشرة بكثرة، وثانيا بنشره بين باقي شعوب العالم، وأصبح الناس في مختلف بقاع العالم يلوون ألسنتهم بالعلك.[بحاجة لمصدر]

توماس آدامز مخترع العلكة

تصنع العلكة من لبان البخور بعد إضافة الطعم السكري واللون.

## العلك كنكهة
وإلى جانب المضغ، كان المغاربة، ولا زالت قلة منهم، يستعملون المستكة لإضافة نكهة متميزة لأنواع من الطعام والشراب مثل الخبز والحلوى والقهوة وغيرها· ومن ذلك قول المثل المغربي الدارج:«حتى اكْلا واتْكّا عّاد قال خبزكم ما فيه مسكا»·وتستعمل كلمة العلك في الدارجة المغربية في معنيين، الأول عندما يقال عن الشيء «مْعَلّكْ» أي لزج؛ والثاني عندما ينعث شخص بأنه «عَلْكَة» أي ثقيل.[بحاجة لمصدر]

## تصنيع العلك
أما صاحب فكرة تصنيع العلك فهو الأمريكي توماس آدامز، الذي استطاع سنة 1869 م أن يصنع أول نوع منه بترطيب الصمغ بواسطة الماء الساخن، وأنتج منه كمية قليلة على شكل حبات لم يتعد عددها المائتين · وتكلفت إحدى الصيدليات ببيعها، فنفذت بسرعة لم تكن متوقعة· إثر ذلك، بدأ (آدامس) في تصنيع أطنان من العلك، على شكل أشرطة بها مقطعات تمكن الصيدلي من تقسيمها إلى أجزاء متساوية، كانت تباع بفلس واحد للوحدة. ولقي بيعها إقبالاً كبيراً، وكثر باعاتها، وازداد عدد مصنعيها.
إلا أن هذا النوع الأول من العلك لم تكن له أية نكهة غير طعم الصمغ الأصلي، إلى أن أدخل عليه أحد الصيادلة، ويدعى جون كولغان، نكهة روح بعض الأعشاب· وفي سنة 1880 أضاف أحد المصنعين إلى العلك نكهة وطعم النعناع الذين اشتهر بهما إلى يومنا هذا.
ورغم الإقبال الذي لقيته مبيعات العلك في هذه الفترة، إلا أن ترسيخ استهلاكه في المجتمع الأمريكي لم يتم إلا على يد ويليام وريغلي، الذي قرر سنة 1892التخصص في العلك، فنزل بثقله التجاري الوازن، فملأ الشوارع والأزقة بلوحاته الإشهارية، وأعاد نشر الملايين من النسخ لكتب الأطفال المضافة إليها إعلانات علكه. وخلال الأزمة المالية لسنة 1907 م قام، رغم ذلك، بتخصيص مليون دولار للإشهار لشوينغوم سبيرمنت المنعنع

## العلك أفضل من قبلة
لم يكن الأمريكيون أنفسهم يتوقعون أن تترسخ فيهم عادة مضغ العلك، فقد كانت أوساط عديدة من الأمريكيين تسخر من هذه العادة. لكن ويليام وريغلي استطاع أن يربيهم عليها بالتدريج والضغط الإعلاني· ففي سنة 1890 كتبت المجلة الأمريكية الشهيرة «هاربرس» تقول أن هذه العادة خاصة بالنساء، وأن العدد القليل من الرجال الذين يقلدونهن إنما يفعلون ذلك تودداًلهن
لكن وريغليي ساهم، بقدر كبير، في جعل هذه العادة تخترق مختلف الأوساط والشرائح في المجتمع الأمريكي، وتنتشر بين الجنسين معاً في مختلف الأعمار انتشارً كبيراً. ثم انتقلت بعد ذلك، عبرهم، إلى مختلف أرجاء العالم.
ومن مقولات الإعلانات التي كانت تروج للعلك، في تلك الفترة، في الأوساط الأمريكية: «العلك أفضل من قبلة»، «العلك ينشط ويمنح الحيوية»، «العلك يسهل ربط علاقات الأعمال»، «العلك يطرد الملل»، «العلك يمنح الشفاه نعومة فائقة»

## مصدر
- هذا المقال مُقتطف من صفحة أدرار، للتأكد من التصريح أُنظر هنا.